# (9169) 1988 TL1
1988 تي أل 1 (ويعرف أيضًا باسم (9169) 1988 تي أل 1 وفق تسمية الكوكب الصغير) (بالإنجليزية: 1988 TL1)‏ هو كويكب ضمن حزام الكويكبات؛ وترتيبه 9169 من حيث الاكتشاف.
اكتُشف هذا الجُرم الفلكي بواسطة هيروشي كانيدا في 13 أكتوبر 1988.

## وصلات خارجية
- (9169) 1988 TL1 في قاعدة بيانات مختبر الدفع النفاث لأجرام النظام الشمسي الصغيرة

- الاكتشاف · مخطط المدار ·  العناصر المدارية · المعلمات المادية

- (9169) 1988 TL1 على موقع ويكي سكاي: DSS2, SDSS, GALEX, IRAS, Hydrogen α, X-Ray, Astrophoto, Sky Map, Articles and images